# Kalloní (ort i Grekland, Attika)
Kalloní (Kalloni) är en ort i Grekland.   Den ligger i prefekturen Nomós Piraiós och regionen Attika, i den sydöstra delen av landet, 60 km sydväst om huvudstaden Aten. Kalloní ligger 21 meter över havet och antalet invånare är 669.
Terrängen runt Kalloní är kuperad. Havet är nära Kalloní åt nordost. Runt Kalloní är det ganska glesbefolkat, med 22 invånare per kvadratkilometer. Närmaste större samhälle är Galatás, 14,8 km öster om Kalloní. 